# Chimarra stclairae
Chimarra stclairae là một loài Trichoptera trong họ Philopotamidae. Chúng phân bố ở miền Australasia.